# Silverstone Circuit
A Silverstone Circuit egy versenypálya az angliai Silverstone-ban. A pályán rendezik meg kisebb megszakításokkal 1950 óta a Formula–1 brit nagydíjat.

## Története
A brit nagydíj, az első Formula–1-es világbajnokság első versenye volt 1950-ben, melyet Silverstoneban rendeztek. A versenyt Giuseppe Farina nyerte meg. 1955 és 1986 között a brit nagydíjat a Silverstone-i, az Aintree-i és a Brands Hatch-i pályákon rendezték. 1987 óta a silverstone-i pálya ad otthont a brit nagydíjnak. Úgy tűnt, 2010-től a brit nagydíj Donington Parkba kerülne át, ám ez végül nem valósult meg.
A pálya az 1943-ban épített Brit Királyi Légierő második világháborús katonai repülőterén fekszik. A bázis három fel- és leszállópályából áll, melyek egymást keresztezve egy háromszöget alkotnak. 1948-ban, a háború után három évvel a repteret versenypályává alakították. Az első versenyeket a leszállópályákon rendezték.
1950-ben lefektették az első összekötő utakat. Ezt a vonalvezetést 35 évig gyakorlatilag nem is változtatták. 1975-ben beépítettek egy sikánt a Woodcote kanyarba, amit 1987-ben módosítottak. 1991-ben a pályát gyakorlatilag teljesen átépítették. A kifutópályák napjainkban is a létesítmény közepén találhatóak, melyeket még használnak is.
2010-ben is történt egy nagyobb átépítés. Ekkor új, aréna jellegű pályaszakaszt iktattak be vonalvezetésbe, ezen alakították ki az új rajt-cél egyenest és a boxutcát is. Ezt a MotoGP vendégüllátása miatt építették, ám a szervezők az FIA beleegyezésével a Formula–1-es versenyt is ezen a nyomvonalon bonyolítják le.

## A pálya vonalvezetése

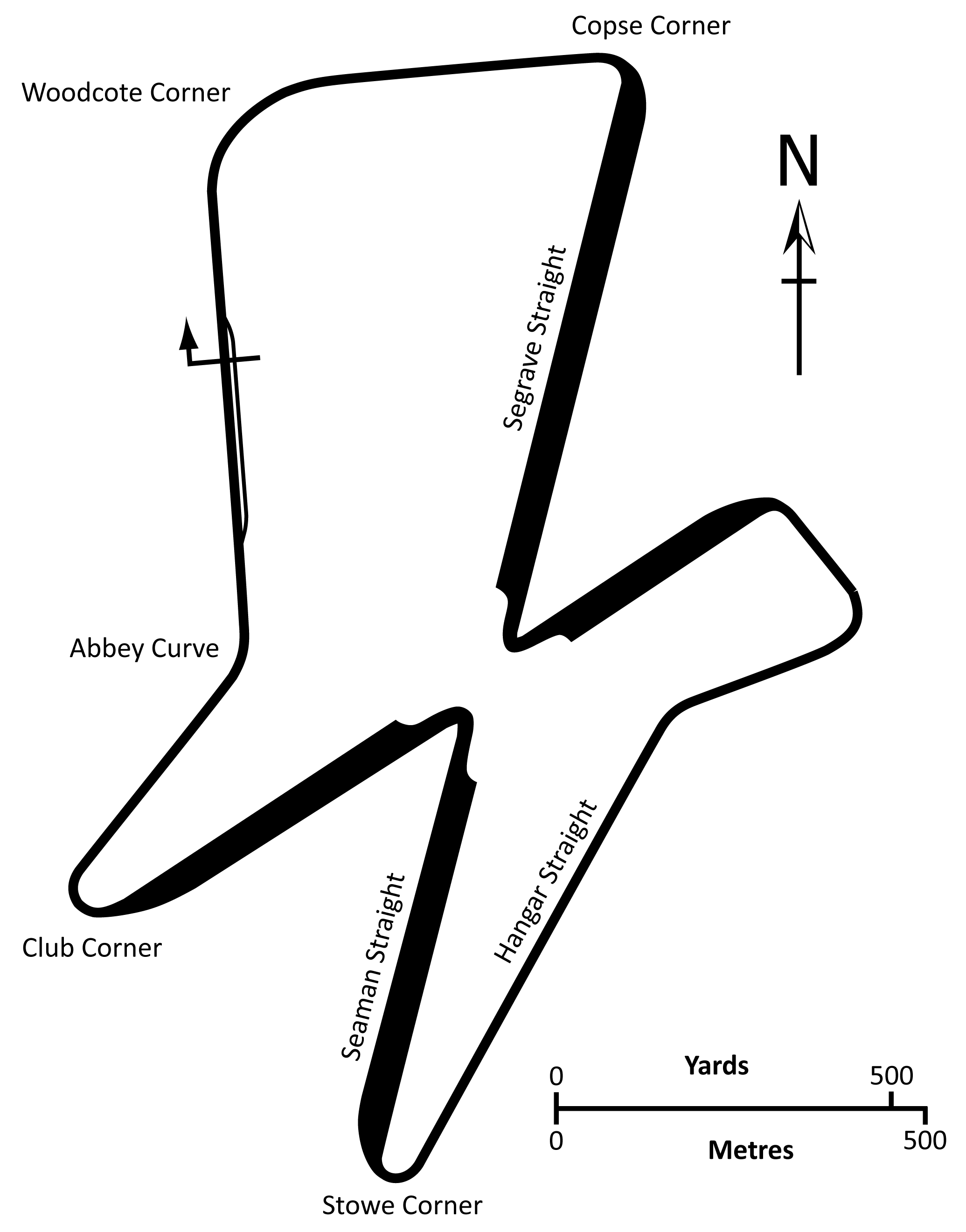
A pálya vonalvezetése 1948-ban
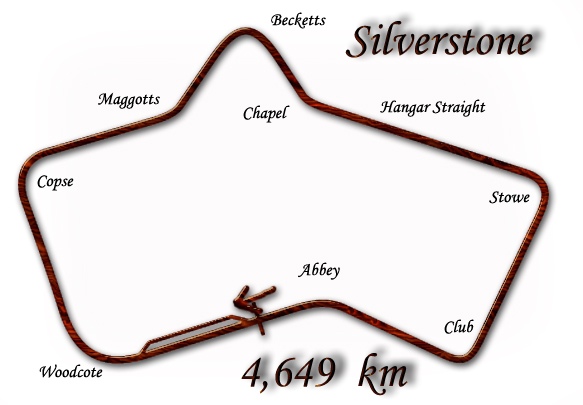
A pálya vonalvezetése 1949-től 1951-ig
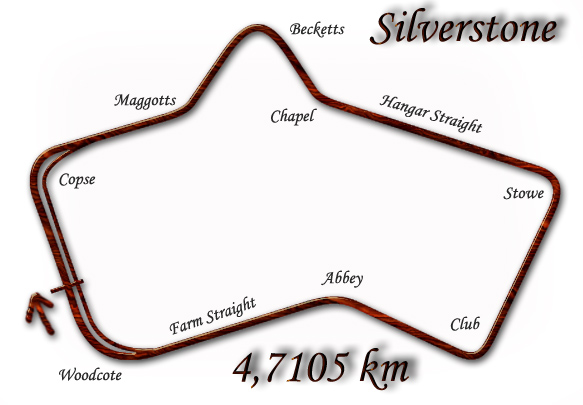
A pálya vonalvezetése 1952-től 1973-ig
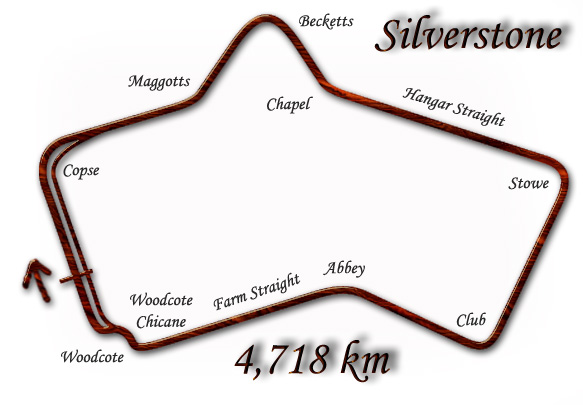
A pálya vonalvezetése 1975-től 1986-ig
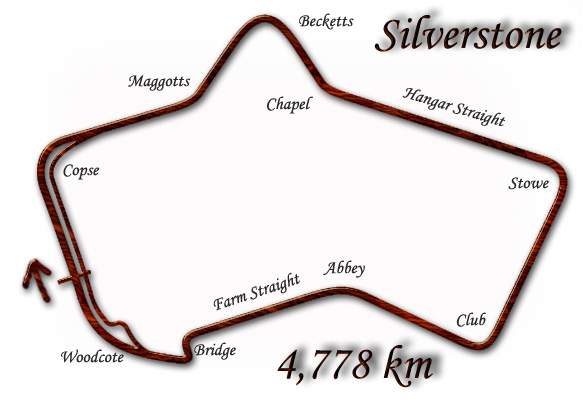
A pálya vonalvezetése 1987-től 1990-ig
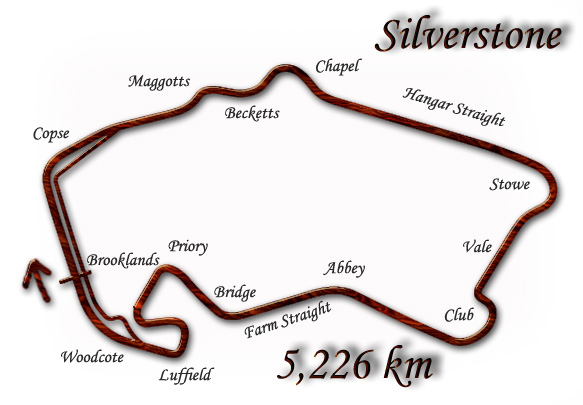
A pálya vonalvezetése 1991-től 1993-ig
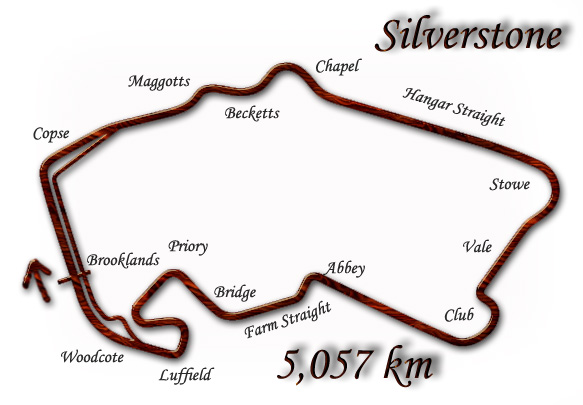
A pálya vonalvezetése 1994-től 1995-ig
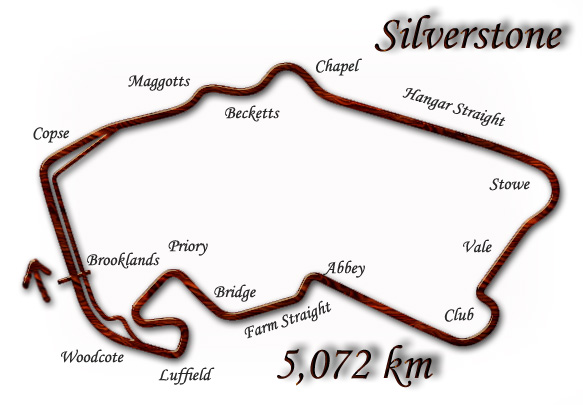
A pálya vonalvezetése 1996-ban
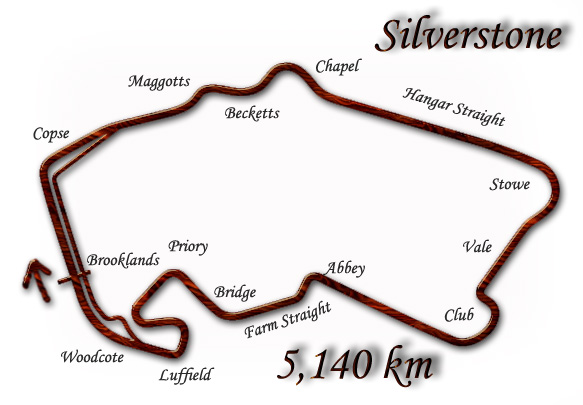
A pálya vonalvezetése 1997-től 2000-ig
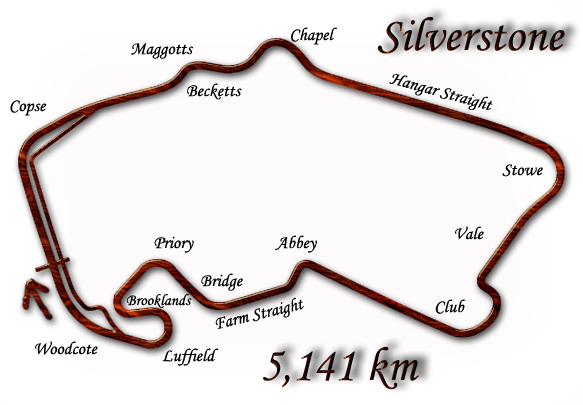
A pálya vonalvezetése 2000-től 2009-ig
A pálya vonalvezetése 2010-ben
A pálya jelenlegi vonalvezetése 2011 óta